# Белуджистанская соня
Белуджистанская соня, или пакистанская соня (лат. Dryomys niethammeri) — вид грызунов рода лесные сони семейства соневые. Эндемик Пакистана.